# Hans Haas
Hans Haas (Donndorf, 2 dicembre 1868 – Lipsia, 10 settembre 1934) è stato un teologo tedesco.
Studioso del buddismo, insegnò storia delle religioni a Lipsia (1915-1934).

## Opere
- Die Sekten des japanischen Buddhismus (1905)
- Lao Tsze und Konfuzius (1920)
- Die Ainu und ihre Religion (1925)